# Saint-Martin-de-Bienfaite-la-Cressonnière
Saint-Martin-de-Bienfaite-la-Cressonnière település Franciaországban, Calvados megyében. Lakosainak száma 530 fő (2022. január 1.). Saint-Martin-de-Bienfaite-la-Cressonnière Cernay, Orbec, Saint-Germain-la-Campagne, Livarot-Pays-d'Auge és Valorbiquet községekkel határos.

## Népesség
A település népessége az elmúlt években az alábbi módon változott:
| Lakosok száma | 518  | 477  | 443  | 519  | 545  | 468  | 452  | 436  | 467  | 530  |
|               | 1975 | 1990 | 1999 | 2011 | 2013 | 2016 | 2017 | 2019 | 2020 | 2022 |